# 美国专利商标局
美国专利商标局（简称PTO或USPTO）是美国商务部下的一个机构，为发明家和他们的发明相关提供专利保护、商品商标注册和知识产权证明。